# Borgen (juridik)
Borgen innebär att en fysisk person eller juridisk person åtar sig ekonomiskt ansvar för någon annan, ofta betecknad gäldenären. Åtagandet riktar sig mot borgenären. Ett löfte till gäldenären att teckna borgen är inget borgensåtagande. 
Ansvaret innebär oftast betalning men det kan också omfatta fullgörelse av något annat slag till exempel fullgörelse av ett avtal eller en entreprenad. 
Borgensansvaret är inte självständigt utan är en form av sidoförpliktelse till huvudförbindelsen för vilken borgen tecknats. Detta brukar kallas för att borgen är accessorisk till huvudförbindelsen. Borgen är vanligast vid så kallat penninglån – av juristerna betecknade försträckning – vilket oftast är ett lån i bank eller av annat kreditinstitut. 
Borgen kan tecknas för alla typer av avtal, som hyresavtal eller fullföljande av en entreprenad.  
Borgensavtal kan ingås formlöst det vill säga både skriftligen och muntligen även om det sista är synnerligen oklokt på grund av bevissvårigheter i händelse av tvist. 
De viktigaste reglerna om borgen finns i 10 kap 8 § Handelsbalken och följande paragrafer.
I lagtexten betecknas borgensmannen - gammalmodigt - som löftesman. Det modernare ordet borgensman är att föredra. Det gäller bara att hålla isär begreppen och inte kalla honom borgenär.

## Enkel borgen
Enligt huvudregeln i 10 kap 8 § Handelsbalken ska borgensmannen betala det som gäldenären inte kan betala. Det betyder att borgenären först måste med alla till buds stående lagliga medel - betalningsföreläggande eller stämning och utmätning eller konkurs - se till att han antingen får betalt eller att gäldenären befinns sakna utmätningsbara tillgångar. Först om borgenären kan visa att han inte kunnat få betalt, inträder borgensmannens betalningsskyldighet. Denna typ av borgen betecknas enkel borgen och är ovanlig.

## Proprieborgen
Banker och andra affärsmässigt inriktade kreditgivare har bedömt enkel borgen som alltför omständlig att hantera och fordrar regelmässigt att borgen tecknas "som sin egen" Denna typ av borgen betecknas proprieborgen. Borgenären kan då kräva borgensmannen direkt utan att ens kräva gäldenären då skulden räknas som borgensmannens egna. 10 kap 9 § Handelsbalken. Banken kan då kräva pengar från den som har pengar. Om till exempel en släkting eller en flickvän som har arbete gått i borgen för en egenföretagare, kommer banken sannolikt i huvudsak ta pengar från borgensmannen om företaget kommer på obestånd.

## Solidarisk borgen
Har flera gått i borgen utan förbehåll om delat ansvar så "svare de en för alla och alla för en" för sin förbindelse. Detta innebär att de har solidarisk betalningsskyldighet. Borgenären kan då kräva en av dem eller flera eller alla. Den eller de som tvingats betala får regress - inte bara mot gäldenären - utan även mot övriga borgensmän, som inte betalt sin andel.

## Efterborgen
Som namnet säger är den utformad så att borgenären inte kan utkräva ansvar förrän det visat sig att huvudförbindelsen inte infrias, på samma sätt som gäller vid enkel borgen.

## Preskription
Bortfaller huvudförbindelsen till exempel på grund av preskription så bortfaller också borgensansvaret.

## Avtalsfrihet
Avtalsfrihet råder. Detta betyder att borgensansvaret kan begränsas i tiden på så sätt att krav mot borgensmannen måste framställas senast någon i borgensförbindelsen bestämd dag. Borgensförbindelse kan också begränsas på andra sätt, exempelvis så att borgensansvaret gäller för högst ett visst belopp.
Bankerna har formulär men det gäller att läsa dem ordentligt för de kan innehålla fallgropar. Vanligt är att säkerhet som lämnats för ett lån kan tas i anspråk av banken för andra förbindelser som gäldenären har i banken. Skriftligt avtal gäller, inte muntlig information. Borgen är en vanlig anledning till svår skuldsättning.

## Bortfallande eller inskränkningar i borgensansvaret
Innan ett kreditinstitut beslutar att bevilja en kredit ska det pröva risken för att de förpliktelser som följer av kreditavtalet inte kan fullgöras. Institutet får bevilja en kredit bara om förpliktelserna på goda grunder kan förväntas bli fullgjorda.
Ett kreditinstituts kreditprövning ska vara organiserad så att den som fattar beslut i ett ärende har tillräckligt beslutsunderlag för att bedöma risken med att bevilja krediten. Ett kreditinstituts kreditbeslut ska dokumenteras så att beslutsunderlaget redovisas och att kreditärendets hantering även i övrigt kan följas.
Detta betyder att banken måste kunna dokumentera vad den gjort. 
Föreligger rättegång om till exempel borgensansvar kan editionsföreläggande mot kreditinstitutet begäras.
Enligt förarbetena gäller som en förutsättning för att banken över huvud taget får lämna en kredit att det på goda grunder kan förväntas att låntagaren kommer att kunna fullgöra åtagandet. En bank skall alltså inte lämna någon kredit mot säkerhet, om det redan från början framstår som sannolikt att säkerheten måste realiseras för att krediten skall kunna återbetalas (prop 1983/94:146 sid 11.)
I NJA 1993 s 163 avgav Finansinspektionen, Konsumentverket, Allmänna reklamationsnämnden, (ARN),  Svenska Bankföreningen, Sparbanksgruppen AB och Sveriges Föreningsbank yttranden i målet. Högsta domstolen har i domen gjort en omfattande analys av förutsättningarna för bortfallande eller jämkning av borgensåtagande.
NJA 1996 s 19 berör också brister i banks kreditprövning, som dock inte ansetts vara av det mera kvalificerade slag som kunnat medföra att borgensmans ansvar till någon del faller bort.
I rättsfallet RH 1995:10 har Göta hovrätt jämkat borgensansvar enligt 36 § avtalslagen  från 330 000 kr till 130 000 kr på grund av att banken brustit när det gäller att 
- klargöra innebörden av det generella borgensåtagandet och pröva om borgensmannen verkligen hade förutsättningar att betala de skulder som gäldenären hade vid förbindelsens ingående och senare skulle komma att ådraga sig
- eftersatt sina skyldigheter gentemot borgensmannen genom att inte underrätta henne om att gäldenären åtagit sig nya förpliktelser som omfattades av borgensförbindelsen och att han senare fick svårigheter att fullgöra sina åtaganden.[12]

I NJA 1992 s. 351 har bank ansetts ha en principiell skyldighet att beakta att borgensmans regressrätt inte helt eller delvis går förlorad.
Bank, som åsidosatt denna skyldighet har bevisbördan för att visa att borgensmannen ej lidit skada på grund av försummelsen. När banken inte kunnat detta har banken förlorat sin rätt enligt borgensåtagandet.

## Övrigt
Ett relativt komplicerat mål, som avgjorts av Högsta domstolen 1989 och som både belyser proprieborgen och efterborgen och betydelsen av att borgenären, en bank, friskrivit vissa borgensmän finner man i NJA 1989 s.269.

## Fotnoter
1. ↑  10 kap. 8 § (1736:0123_2)
2. ↑  10 kap. 9 § (1736:0123_2)
3. ↑  P9 § (1981:130)
4. ↑  P8 § (1981:130)
5. ↑  K8 kap. P1 § (2004:297)
6. ↑  K8 kap. P2 § (2004:297)
7. ↑  K8 kap. P3 § (2004:297)
8. ↑  Olof Palme och Kjell-Olof Feldt (beslutad 8 mars 1984). ”Regeringens proposition 1983/84:146 om ändrade regler för bankinstitutens kreditgivning, m.m.”. Sveriges riksdag. http://www.riksdagen.se/sv/Dokument-Lagar/Forslag/Propositioner-och-skrivelser/om-andrade-regler-for-bankinst_G703146/. Läst 23 april 2012.
9. ↑  NJA 1993 s. 163
10. ↑  NJA 1996 s. 19
11. ↑  P36 § (1915:218)
12. ↑  RH 1995:10
13. 1 2  NJA 1992 s. 351
14. ↑  NJA 1989 s. 269